# خانه امین الله قرهی
خانه امین‌الله قرهی مربوط به دوره قاجار است و در شهرستان اصفهان، بخش جلگه، بافت روستای تاریخی قهی واقع شده و این اثر در تاریخ ۲۴ اسفند ۱۳۸۳ با شمارهٔ ثبت ۱۱۵۵۳ به‌عنوان یکی از آثار ملی ایران به ثبت رسیده است.وسعت این خانه ۷۰۰متر و متشکل از ۶اطاق و ۱حوضخانه است.اب قنات از وسط این خانه می گزرد و جلوه خاصی به خانه داده است.این خانه در حال حاضر در دست نوه مرحوم حاج امین الله به نام بهادر قرهی است و از ان نگهداری می شود.